# Stella Mwangi
Stella Nyambura Mwangi, född 1 september 1986 i Nairobi i Kenya, är en norsk-kenyansk rappare och musiker.

## Karriär
Mwangi har varit på listorna i Kenya, Senegal och Gambia. Hennes musik har använts i bland annat American Pie och Save the Last Dance och i TV-serierna CSI New York och Scrubs.
Hennes skivsläpp hösten 2008 fick blandat mottagande. Recensionerna ledde till starka reaktioner.
Den 29 januari 2011 vann hon en semifinal i Norsk Melodi Grand Prix 2011 med låten "Haba Haba". Hon gick till finalen den 12 februari 2011 och vann även den. Detta innebar att Mwangi representerade Norge i Eurovision Song Contest 2011 i Düsseldorf, Tyskland. Dock så slogs hon ut redan i semifinal 1, och gick därmed inte till finalen.

## Privatliv
Den 1 juni 2018 blev hon frikänd för fyllekörning, efter en episod då hon den 29 september 2017 påstods ha kört en leasad Mercedes berusad på Bernt Ankers gate i Oslo och kört in i flera bilar. När polisen kontrollerade henne två timmar senare hade hon en promillehalt på 2,22 och THC i blodet. Hon anklagades också för våldsamt motstånd vid gripandet.
Polisen överklagade beslutet den 20 juni 2018. Överklagandet avvisades dock av Lagmannsretten.

## Diskografi

### Soloalbum
- Living for Music (2008)
- Kinanda (2011)

### Singlar
- "Take It Back" (2007)
- "Take My Time" (2011)
- "Haba Haba" (Eurovision Song Contest 2011)
- "Lookie Lookie" (2011)
- "Hula Hoop" (med Mohombi) (2011)